# Félix Aramburuzabala
Félix Aramburuzabala Lazcano-Iturburu (Escoriaza, País Vasco, España,1886-México, 1972) fue un empresario español y fundador de una conocida estirpe de empresarios mexicanos.

## Biografía
Nació en la pequeña localidad de Escoriaza, en la provincia vasca de Guipúzcoa (España) siendo bautizado el 26 de marzo de 1886. Siendo joven emigró a México, donde transcurriría la mayor parte de su vida y donde se desarrollaría su carrera profesional al frente de la Cervecería Modelo, empresa cervecera de la que sería uno de los pilares. 
Desde la década de 1920 trabajó en la empresa Levaduras Leviathan y en la Cervecería Modelo.
Fue uno de los hombres de confianza de Pablo Díez, el segundo presidente de la compañía Cervecería Modelo entra a la Modelo para sustituir a los hermanos Martin y Miguel Oyamburu Arce quienes tenían el 50% de la Modelo. Aramburuzabala entró a formar parte del consejo de administración de la empresa en la que permanecería hasta su muerte, ostentando el cargo de vicepresidente y siendo uno de los artífices de la gran expansión de la compañía. En 1971, al morir Pablo Díez, Aramburuzabala fue uno de los herederos de la empresa y transmitió su parte del negocio y su cargo en la dirección a su hijo Pablo Aramburuzabala a su muerte en 1972.
Su hijo Pablo Aramburuzabala y su nieta María Asunción Aramburuzabala han seguido al frente de la principal compañía cervecera mexicana. Esta última es considerada en la actualidad una de las mujeres más poderosas e influyentes de México y toda Latinoamérica.